# 함병춘
함병춘(咸秉春, 1932년 2월 26일 ~ 1983년 10월 9일)은 대한민국의 대학 교수이자 외교관, 법학자이다. 한국의 법사회학을 전문으로 연구하였다. 제3대 부통령을 지낸 함태영의 아들이고, 25년 연상으로 농림부장관, 강원대학 학장을 지낸 함인섭의 이복 삼촌이다. 1983년 전두환 대통령의 동남아시아 순방길에 동행했다가, 아웅산 테러 사건으로 피폭되어 사망하였다. 본관은 강릉(江陵), 아호는 창은(滄隱) 또는 고송(苦松)이다.
미국 유학 후 귀국, 1959년부터 70년, 1979년 10월부터 1983년 6월까지 연세대학교 법학 교수로 재직, 강의하였으며, 한국 사회의 법사회학, 한국인의 법에 대한 태도 등을 전문으로 연구하였다. 1970년 대통령 박정희의 요청으로 대통령 정치담당 특보, 외무부 본부대사, 대통령 외교담당 특보를 역임했다. 1973년 12월부터 1977년 6월까지는 주미한국대사로 부임하였다. 다시 교단에 섰다가 1983년 대통령 전두환의 부름을 받고 대통령 비서실장이 되었으며, 그 해 전두환 대통령의 동남아시아 5개국 순방길에 동행했다가 10월 9일 버마 아웅 산 묘역 테러 사건에 피폭되어 사망했다.

## 생애

### 출생과 초기 활동
1932년 2월 26일에 서울 연못골 연동목사 사택에서 태어났으며 함태영의 14남매 중 14째로 태어났다. 아버지 함태영은 두 번 상처하고 세번째 부인으로 고숙원과 재혼하였다. 아버지 함태영은 환갑이 넘어 그를 보았는데, 함태영은 20세가 되기 전 본처에게서 아들 함병석을 얻었고, 일찍 죽은 50여년 연상의 이복 형 함병석의 아들로, 함병춘보다 20년 연상인 이복 조카 함인섭, 함의섭이 있었다. 그러나 그가 태어날 때는 4살 연상의 동복 친형 함병소만이 남아 있었다.
그는 태어나자마자 연동교회에서 유아 세례를 받았고, 이후로도 계속 교회를 다녀 집사로 활동했다. 1943년 어머니 고숙원이 서울 종로구 명륜동의 셋방에서 사망하고 아버지 함태영에 의해 양육되었다. 어머니 사후 아버지 함태영이 직접 도시락을 챙겨주었다 한다.
경기고등학교를 졸업하고, 6.25 전쟁 직후 대한민국 공군에 장교로 입대하여 1952년 공군 중위로 예편하였다. 1953년 1월 미국으로 떠나 노스웨스턴 대학교를 경제학 전공으로 졸업하였다. 1959년에 하버드 로스쿨에서 법률과학 박사(S.J.D.) 학위를 받았다.

### 교육, 정치 활동
1959년에 연세대학교 법학 교수가 되었으며, 법철학, 영미법, 한국법제사 강의를 맡으면서 새로운 연구 영역을 개척하였다. 이후 양승두 교수와 한국인의 법 의식에 대한 연구, 한국 사회의 법에 대한 태도 연구를 진행했으며, 한국어 논문 뿐만 아니라 영어 논문을 다수 발표하였다. 법학자였지만 그는 한국 사회의 전통과 한국인의 의식구조에 대해서도 연구하였다. 교수 재직 중 연세대학교 사회과학연구소 소장에 임명되어 겸임하였다. 1966년 미국으로 건너가 2년간 예일대학교에서 연구활동을 하고 귀국하였다.
1970년에 박정희 대통령의 외교안보 담당 특별 보좌관 및 잇달아 정치담당 특별 보좌관이 되었다. 1973년 12월 31일 하오, 한국 정부는 함병춘 대통령 정치담당 특별 보좌관을 주미 한국 대사로 임명했다. 1974년에 주미 대사로 부임하였다.

### 주미한국 대사 시절
1975년 가을부터 겨울까지, 이전에 주미한국대사를 지냈으며 당시 미국 국무부 동아시아ㆍ태평양 담당 차관보였던 필립 하비브(Philip Habib)로부터 박정희 대통령이 프랑스에 핵무기 관련 계약 체결 시도를 중단할 것을 통보받고, 그를 설득하였다.
1976년 한국인사가 미국 여야 정치인과 상원, 하원 의원을 상대로 대한민국에게 우호적인 여론을 조성하고자 만찬과 정치자금을 지원했다가 발각, 코리아게이트 사건으로 비화되고, 주한미군 철수 여론이 미국 정계와 학계에 등장하자 그는 미국의 정치인과 지식인들을 설득, 주한미군 철수 여론의 확산을 막았다.
1977년 6월 임기를 마치고 귀국, 외무부 본부대사로 전임되었다가 1979년 1월 12일 대통령외교담당 특별보좌관에 임명되었다.

### 생애 후반
10·26 사태 이후 다시 연세대학교 법학 교수로 복직하여 법철학, 동양법제사, 법인류학 등을 강의하였으며 12월 17일 다시 최규하대통령에 의해 대통령 외교안보특보로 기용되었다. 1980년 8월 2일 외교안보연구원 연구위원에 위촉되었다. 1981년 8월 다시 연세대학교 법학 교수로 출강했다가 다시 1982년 6월에 전두환 대통령의 비서실장으로 임명되었다. 그는 자신이 정치 전문가가 아니라 외교분야에서 활동한 것을 들어 거절했고 이순자가 공식 석상에서 활동하는 것을 전두환의 면전에서 비판하기도 했다. 그러나 전두환은 이학봉 비서관을 보내 함병춘을 설득했다.
1983년 1월 28일부터 2월 14일에는 대통령 특사에 임명되어 아프리카를 순방하고 되돌아왔고, 5월 20일부터 6월 4일까지 대통령 특사에 임명되어 뉴질랜드와 인도네시아, 오스트레일리아를 순방하고 돌아왔다.
1983년 6월 대통령 비서실장이 되고 그해 10월 전두환 대통령의 동남아시아 5개국 순방길에 동행했다가 10월 9일 버마에서 일어난 아웅산묘역 폭탄테러사건으로 순직하였다. 전두환 대통령을 태운 차량이 도착하기 전, 80여명의 각료, 기자단과 함께 예행연습을 하던 중, 음악 소리를 들은 북한 인민군 공작원들이 버튼을 눌러 80여 명의 수행원, 기자들과 함께 사망했다.
독립 운동가이며 대한민국 부통령을 지낸 함태영의 막내 아들이며, 장남 함재봉은 연세대학교 정치외교학과 교수와 미국 랜드연구소 한국정책석좌를 거쳐 현재 아산정책연구원 원장으로 재직 중이며 차남 함재학은  연세대학교 법과대학 교수이다. 이복 조카는 함인섭으로 농림부장관과 춘천농대(강원대학교의 전신)의 1~2대, 4~5대 학장을 역임했다.

### 사후
10월 11일 시신은 KAL 특별기편으로 경기도 김포에 도착한 뒤 서울대학교 병원에 안치되었다가 10월 13일 국민장으로 거행되어 서울특별시 동작구 동작동 국립 서울 현충원에 안치되었다.
1983년 10월 11일 청조근정훈장이 추서되었다.

## 저작

### 저서
- 한국의 문화전통과 법 (한국학술연구원, 1993)

### 논문
- 한국에서의 법과 사회연구
- 한국법문화론

## 가족 관계
20년 연상인 함인섭, 함의섭은 이복 형 함병철의 아들들로, 그에게는 조카에 해당된다. 아버지 함태영은 세번 상처하였고 14남매를 두었으나 대부분 일찍 사망했다.
- 조부 : 함우택 (咸遇澤, 1837년 12월 2일 ~ ?)
- 조모 : 원주 변씨(1850년 12월 10일 ~ 1886년 9월 1일)
- 아버지 : 함태영(咸台永, 1872년 10월 22일[4] ~ 1964년 10월 24일)
  - 이복 형 : 함병철(咸秉哲, 1889년 8월 4일 ~ ?)
  - 이복 형수 : 진주강씨(1890년 2월 10일 ~ ?), 강성흠(姜星欽)의 딸
    - 조카 : 함인섭(咸仁燮, 1907년 5월 3일 ~ 1986년 9월 15일, 춘천농대 학장, 농림부 장관 역임)
    - 조카 : 함의섭(咸義燮, 1910년 4월 1일 ~ 1995년, 다른 이름은 함재의(咸在義))
- 어머니 : 고숙원(高淑媛, 1887년 ~ 1943년)
  - 형 : 함병소 (咸秉照, 1928년 ~ 2023년 , 기업인)
  - 형수 : 김순회(金順會, 1935년 ~ )
    - 조카 1남 1녀
- 부인 :심효식([5] 沈孝植, 1927년 ~ , 화가)
  - 아들 : 함재봉(咸在鳳, 1958년 9월 5일 ~ ), 아산정책연구원 이사장 겸 원장
  - 아들 : 함재학(咸在鶴, 1963년 ~ ), 연세대학교 법과대학 교수

## 평가
외교부 안에서도 영어로 미국인, 영국인을 설득할 수 있었던 인물이라는 평가와 충분하지 못한 행정경험으로 다소 빛이 덜 났다는 평도 있다.

## 함병춘을 연기한 배우
- 1995년 - 김사천[6], 《코리아게이트》, SBS 텔레비전 드라마

## 같이 보기
- 함태영
- 아웅산 묘소 폭탄테러사건
- 심상우
- 이범석
- 전두환
- 함재봉
- 박정희
- 함인섭